# 유신고등학교
유신고등학교(裕信高等學校)는 대한민국 경기도 수원시 팔달구 우만동에 있는 사립 고등학교이다. 

## 학교 연혁
- 1972년 7월 28일 : 학교법인 유신학원 설립 및 초대 박창원 이사장 취임
- 1972년 11월 22일 : 초대 교장 이경석 취임
- 1973년 3월 10일 : 신축교사 준공(19실, 건평 802평)
- 1973년 3월 12일 : 개교(6학급), 제1회 입학식, 축구부 창단
- 1976년 1월 19일 : 제1회 졸업생 배출(282명)
- 1976년 3월 10일 : 육상부 창단
- 1976년 10월 30일 : 산상교회 준공
- 1976년 12월 30일 : 기숙사 준공(104평)
- 1977년 3월 10일 : 기숙사 증축(254평)
- 1977년 3월 12일 : 싸이클부 창단
- 1978년 5월 30일 : 도서관 준공(건평 300평)
- 1980년 3월 5일 : 테니스부 창단
- 1984년 4월 14일 : 야구부 창단
- 1984년 5월 4일 : 필승관 준공(170평)
- 1990년 10월 30일 : 복지관 준공
- 1993년 9월 18일 : 유신학원 제2대 이사장 김갑현 취임
- 2003년 12월 10일 : 신관교사 완공(14개 교실)
- 2019년 2월 : 급식실 리모델링
- 2022년 2월 12일 : 다목적체육관 준공
- 2022년 3월 1일 : 제11대 교장 임승규 취임

## 참고 자료
- 유신고등학교 - 한국교육학술정보원 학교알리미